# Il prigioniero di Zenda (film 1922)
Il prigioniero di Zenda (The Prisoner of Zenda) è un film muto del 1922 diretto da Rex Ingram e interpretato da Lewis Stone, Alice Terry, Ramón Novarro e Barbara La Marr.
La pellicola è tratta dal romanzo omonimo di Anthony Hope e da una sua versione teatrale, firmata sempre da Hope insieme al commediografo Edward E. Rose. In uno dei ruoli principali (quello di Hentzau) compare Ramon Novarro, attore di origine messicana che negli anni venti contendeva il ruolo di "latin lover" a Rodolfo Valentino. La sceneggiatura di questo adattamento per il cinema si deve alla scrittrice Mary O'Hara.

## Trama

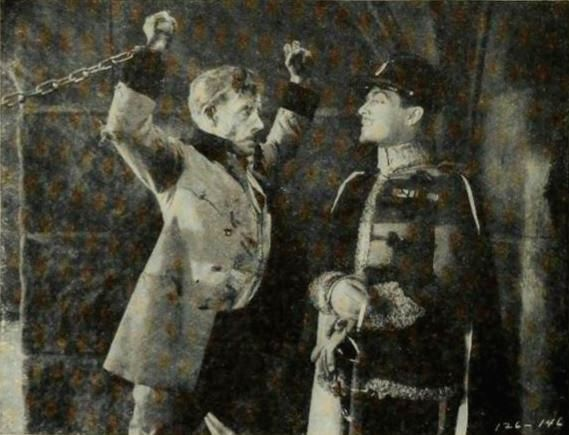
Lewis Stone e Ramon Novarro

In un regno dell'Europa centrale capita Rudolf Rassendyll un inglese, abilissimo spadaccino, sosia dell'erede al trono. Il re designato, debole e dedito al bere, è stato drogato da suo fratello Michele il Nero, che l'ha fatto rapire, progettando un colpo di Stato. I lealisti, non sapendo dove si trovi il re, chiedono a Rassendyll di prenderne il posto durante l'incoronazione. L'inglese scoprirà che il vero re è tenuto prigioniero nel castello di Zenda, sotto la custodia di Rupert di Hentzau, uno dei capi dei congiurati. Dopo averlo liberato e salvato dal complotto, Rudolf parte dal paese, lasciando con il cuore infranto la principessa Flavia, la promessa sposa del re, di cui si è innamorato. Anche lei rinuncia all'amore e sposa, per doveri dinastici, il re, reso più responsabile dalla brutta avventura di cui è stato vittima.

## Produzione
Il film fu prodotto dalla Metro Pictures Corporation.

## Distribuzione
Distribuito dalla Metro Pictures Corporation, il film uscì nelle sale statunitensi l'11 settembre 1922. Fu distribuito anche in Cina, presentato a Shanghai il 9 febbraio 1923. Nello stesso anno uscì anche in Portogallo (2 novembre), dove prese il titolo di História de Um Rei, e in Finlandia (19 novembre). In Austria fu ribattezzato sia Der Gefangene von Zenda che Die Geheimnisse eines Herrscherhauses, mentre in Spagna il titolo venne tradotto letteralmente in El prisionero de Zenda.

## Galleria d'immagini

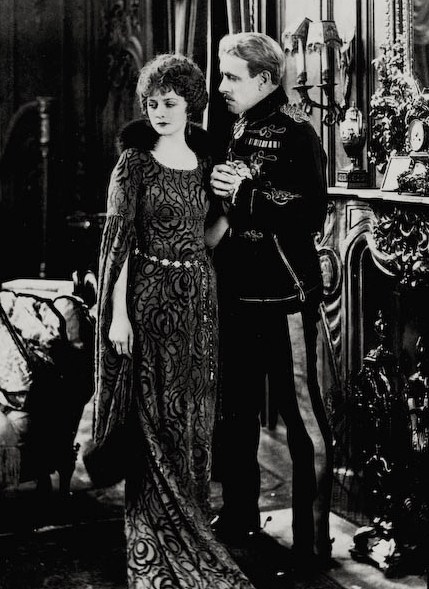
Alice Terry e Lewis Stone
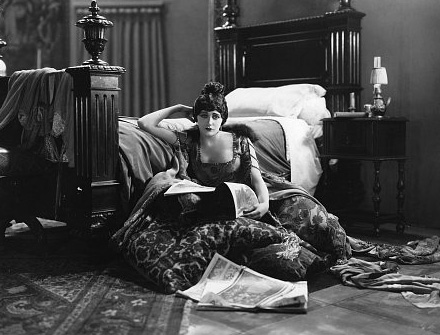
Barbara La Marr
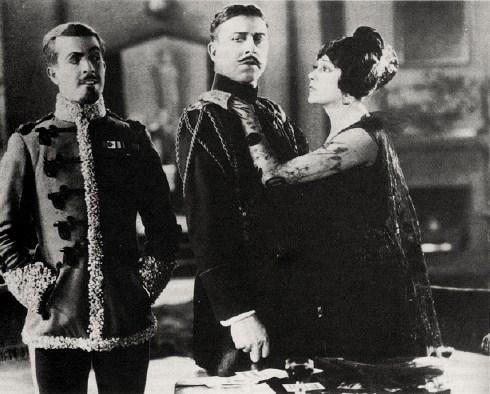
Ramon Novarro, Stuart Holmes, Barbara La Marr
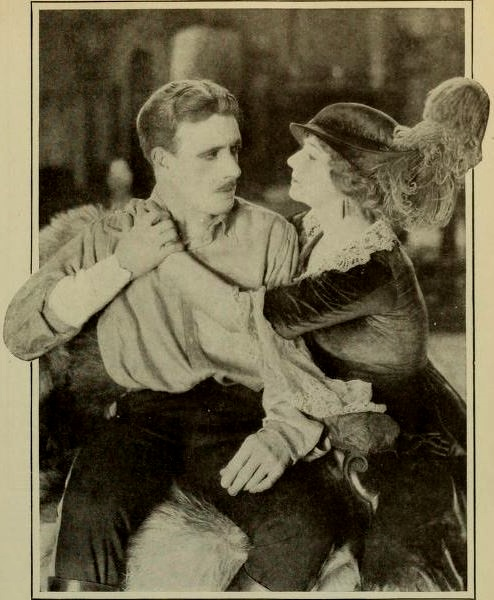
Lewis Stone e Alice Terry
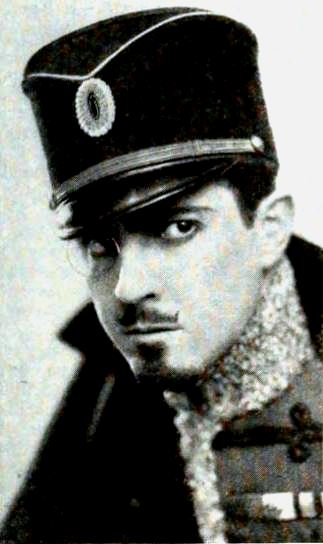
Ramon Novarro
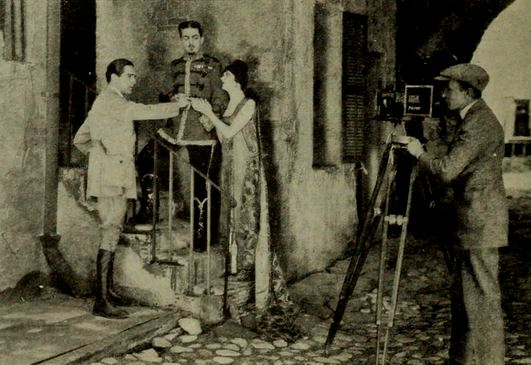
Rex Ingram discute una scena con Ramon Novarro e Barbara La Marr
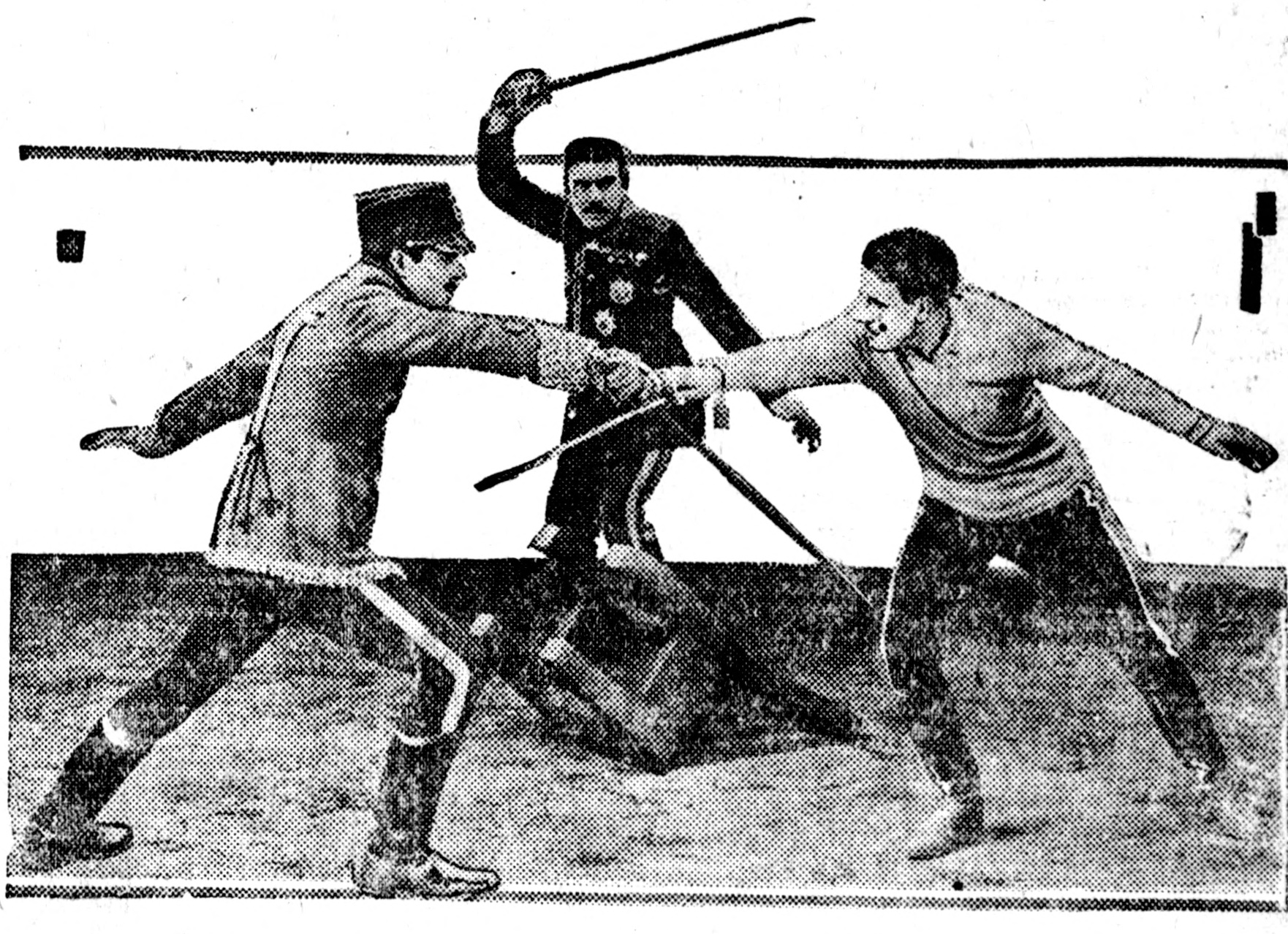
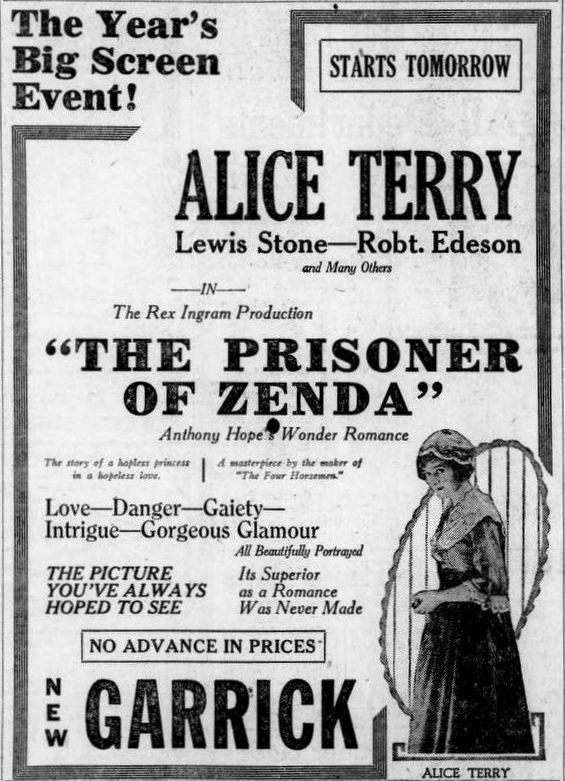